# Hinternah
Hinternah ist Ortsteil der Stadt Schleusingen im Landkreis Hildburghausen in Thüringen.

## Geografie
Hinternah liegt etwa drei Kilometer östlich der Stadt Schleusingen auf einer Höhe von 400 bis 450 Metern im Tal der Nahe, die vom Rennsteig durch Schmiedefeld am Rennsteig, Schleusingerneundorf und Schleusingen in die Schleuse fließt.

## Geschichte
Hinternah wurde erstmals 1189 urkundlich erwähnt. Der Ortsname nimmt Bezug auf den Fluss Nahe. Der Ort war einst im Besitz der Grafen von Henneberg, Besitz am Ort hatten außerdem das Kloster Veßra und das Kloster Frauenwald. Hinternah gehörte zum hennebergischen, später Sachsen-Zeitzer, dann kursächsischen Amt Schleusingen. Der Ort hatte um 1500 rund 180 Einwohner, im Jahr 1611 waren es etwa 650.
Im Dreißigjährigen Krieg ging die Einwohnerzahl auf etwa 180 Personen zurück, und es dauerte rund 200 Jahre bis in die Mitte des 19. Jahrhunderts, bis wieder die Einwohnerzahl von vor dem Dreißigjährigen Krieg erreicht war. Die Einwohner fanden ihr Auskommen in Forstwirtschaft, Viehzucht und Weinhandel. Daneben bestanden mehrere Mühlen, darunter Schneidmühlen und ein Eisenhammer.
1815 kam Hinternah vom Königreich Sachsen an den Kreis Schleusingen der neugebildeten preußischen Provinz Sachsen, bei dem der Ort bis 1945 verblieb. Von 1900 bis 1926 gab es am Ort außerdem eine Glashütte, aus den Schneidmühlen wurden Sägewerke. 1911 wurden 1177 Einwohner gezählt. Da sich am Ort keine nennenswerte Industrie entwickelte, waren bereits um 1900 zahlreiche Einwohner in den Fabriken der umliegenden Orte tätig.
1945 wurde der Ort Teil des Landes Thüringen. Er wechselte 1950 in den Landkreis Hildburghausen, der 1952–1990 zum DDR-Bezirk Suhl gehörte. Auch zu DDR-Zeiten wurde im Ort hauptsächlich Vieh-, insbesondere Hühnerhaltung betrieben. Seit 1953 ist Hinternah anerkannter Erholungsort und erhielt in der DDR zweimal den Titel Das schöne sozialistische Dorf.
Am 16. Oktober 1993 wurde Hinternah in die neue Gemeinde Nahetal eingegliedert. Diese schloss sich am 1. August 1996 mit anderen Orten zur Einheitsgemeinde Nahetal-Waldau zusammen. Diese wurde wiederum am 6. Juli 2018 nach Schleusingen eingemeindet.

## Sehenswürdigkeiten

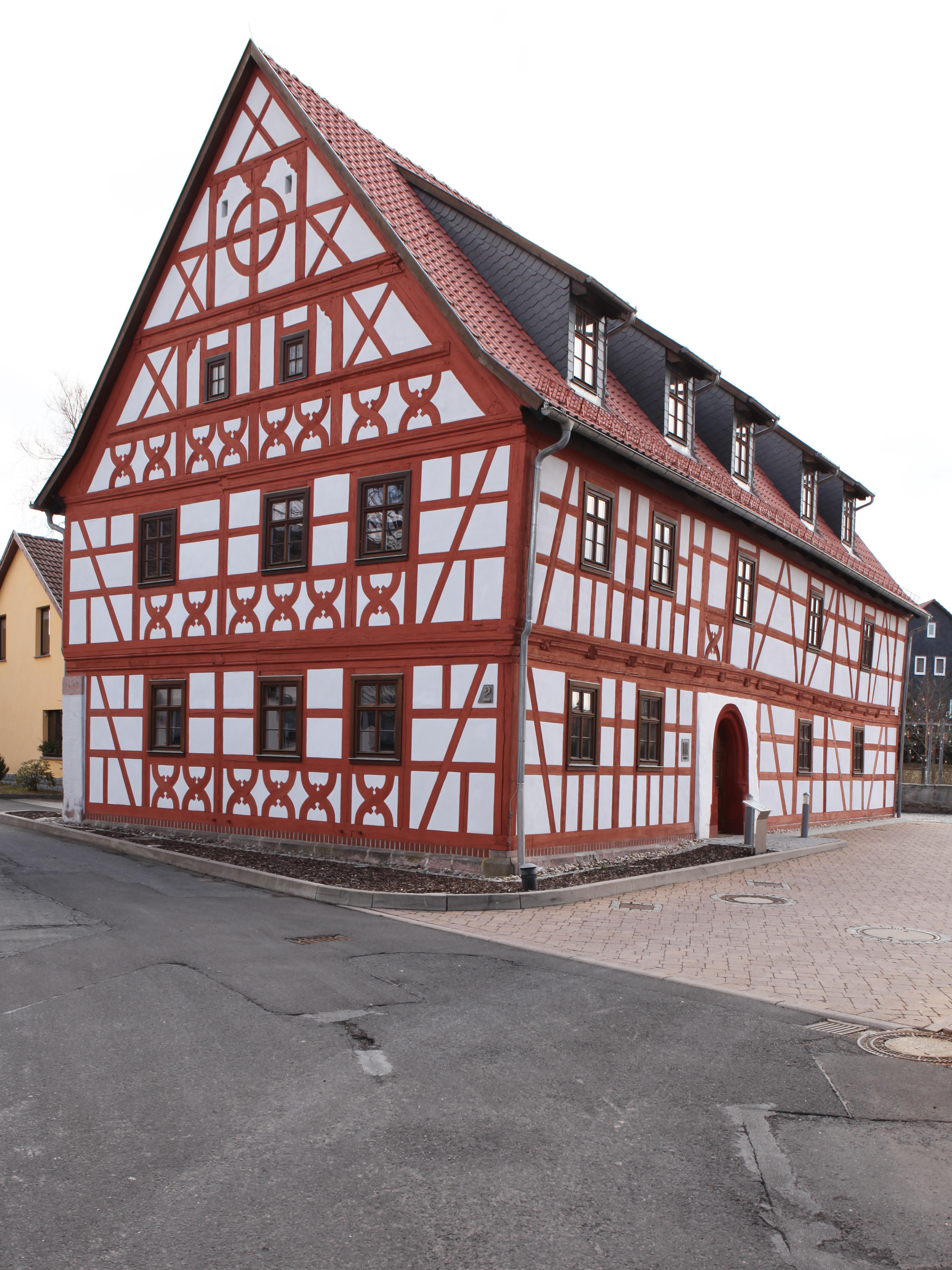
Brandsköppshaus

- Die denkmalgeschützte evangelisch-lutherische Kirche wurde 1614 im Stil der Spätgotik neu erbaut. Im Inneren blieben Ausstattungsteile und Einbauten aus dem 15. Jahrhundert bis in die Gegenwart erhalten. 1989 erhielt die Kirche ein neues Geläut.[4]
- Das 1607 errichtete Brandsköppshaus ist ein zweigeschossiges Gebäude am Dorfplatz mit Sichtfachwerk und zahlreichen Ziermotiven im straßenseitigen Giebel. Es wurde 2005–2007 umfassend saniert und dient dem Ort als kultureller Treffpunkt mit Heimatmuseum und Bibliothek.[5]

## Verkehr
Durch den Ort verläuft die Bundesstraße 4 von Ilmenau über Schleusingen nach Coburg. Die Anschlussstelle Schleusingen an der Bundesautobahn 73 nach Suhl – Erfurt und nach Coburg – Nürnberg ist etwa zwei Kilometer entfernt.
Hinternah hatte seit 1904 einen Haltepunkt an der Rennsteigbahn, auf der seit 1998 kein regulärer Personenverkehr mehr stattfindet. Heute wird sie bei unregelmäßig stattfindenden Sonderfahrten von den Dampfbahnfreunden Mittlerer Rennsteig befahren. Die nächstgelegenen regulär bedienten Bahnhöfe sind der Bahnhof Rennsteig (nur an Wochenenden) und der Bahnhof Suhl.
Im Busverkehr ist der Ort in das Liniennetz des WerraBus, einer Marke der RBA Regionalbus Arnstadt GmbH, integriert. Auf der Linie 202 bestehen Verbindungen nach Schmiedefeld am Rennsteig, Schleusingerneundorf, Schleusingen und Hildburghausen.

## Persönlichkeiten

### Söhne und Töchter des Ortes
- Johann Georg Eck (1745–1808), Professor an der Universität Leipzig
- Zilli Reichmann (1924–2022), Sinteza und Überlebende des Porajmos
- Friedhelm Heinrich (1939–2014), Physiker und Hochschullehrer

### Mit Hinternah verbundene Persönlichkeiten
- Konrad von Freyberg (* 1933), Diplomingenieur und Motorbootsportler, lebte zeitweise in Hinternah
- Lisa Rexhäuser (* 1990), Skispringerin, lebt in Hinternah